# Хуан Касерес
Хуан Касерес (ісп. Juan Cáceres, нар. 27 грудня 1949) — перуанський футболіст, що грав на позиції воротаря.

## Кар'єра
Виступав на клубному рівні за низку перуанських команд, в тому числі за «Альянса Ліма», з яким виграв чемпіонат Перу у 1978 році. 
1975 року зіграв один матч у складі національної збірної Перу. Також у її складі був учасником чемпіонату світу 1978 року в Аргентині.

## Титули і досягнення
- Чемпіон Перу (1):

«Альянса Ліма»: 1978